# Gasperich
Gasperich (en luxembourgeois : Gaasperech ) est l'un des vingt-quatre quartiers de Luxembourg-Ville.
En 2025, le quartier compte 10 208 habitants, dont 71,9% de non-luxembourgeois.

## Situation géographique
Le quartier Gasperich a une surface de 445.14 ha et est situé à la frontière sud de la capitale. Il confine au nord à Hollerich et Gare, à l’est à Bonnevoie-Sud, et à l’ouest à Cessange.
Il s’étend depuis le sud des quartiers de Hollerich et de la Gare jusqu’à l’extrême Sud de la ville. Gasperich comprend également de nombreux parcs de verdure.
La croix de Gasperich, située au sud du quartier, est le point de convergence des autoroutes A1, A3 et A6.

## Histoire

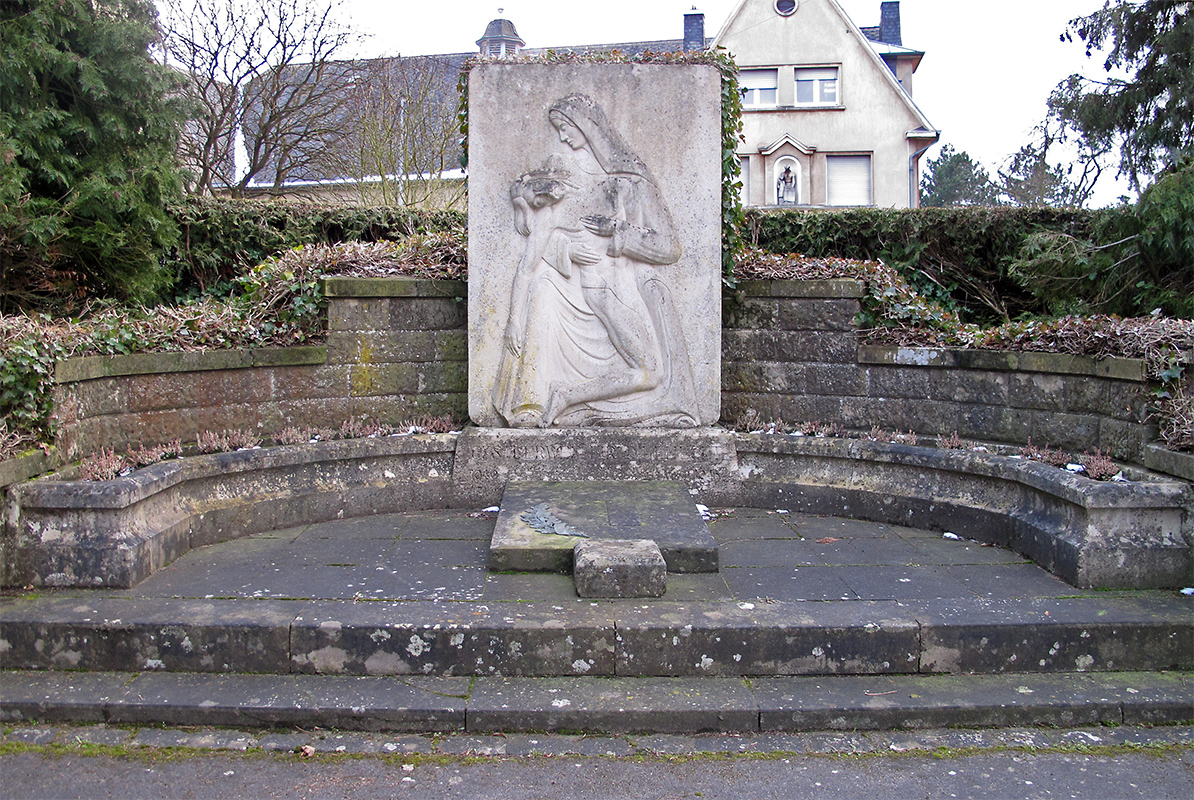
Le monument aux morts de la seconde guerre mondiale de Gaspercih

Au Moyen Âge Gasperich n’était constitué que d’une ferme. La plus ancienne trace écrite du nom Gaasperech (Gasperich) date de 1083, mais cela n'est pas la plus ancienne trace d'habitation. Grâce à l'utilisation d'images aériennes, l'existence d'une ferme celtique fut prouvée.
En 1806 le nombre d’habitants avait augmenté à 98 habitants. Dès 1869 une briqueterie est installée à Gasperich, dont le terrain sera acheté en 1921 par une usine de goudron, produisant de 1925 à 1983. Gasperich fit partie de l’ancienne commune de Hollerich, est un quartier de la ville depuis la fusion des communes limitrophes avec la Ville de Luxembourg en 1920. La première école a été construite en 1904, l’église consacrée en 1933. La construction de logements à prix avantageux a fait rapidement augmenter la population.
Durant la Seconde Guerre mondiale, Gasperich fut fortement touché par des bombardements alliés, sur la gare de triage proche, faisant au total 41 morts. Un monument, fait par Pierre Berchem, fut érigé en leur mémoire (Il se situe proche de l'église).
Depuis février 2018, le quartier de Gasperich, plus précisément dans le secteur en développement du ban de Gasperich (lb), accueille les nouveaux locaux du lycée Vauban. Depuis 2021, il accueille aussi le Centre national d'incendie et de secours.

## Habitants
| Rang | Pays d'origine    | Nombre d'habitants | Pourcentage |
| ---- | ----------------- | ------------------ | ----------- |
|      | Total             | 5 959              | 100%        |
| 1.   | Luxembourg        | 2 124              | 35,64 %     |
| 2.   | France            | 1 005              | 16,87 %     |
| 3.   | Portugal          | 810                | 13,59 %     |
| 4.   | Italie            | 417                | 7,00 %      |
| 5.   | Belgique          | 215                | 3,61 %      |
| 6.   | Allemagne         | 142                | 2,38 %      |
| 7.   | Roumanie          | 98                 | 1,64 %      |
| 8.   | Pologne           | 86                 | 1,44 %      |
| 9.   | Espagne           | 82                 | 1,38 %      |
| 10.  | Bosnie            | 73                 | 1,23 %      |
|      | Autre nationalité | 907                | 15,22 %     |

## Patrimoine religieux
- L'église Sainte Thérèse de Lisieux, rue de Gasperich.